# Porcellio evansi
Porcellio evansi är en kräftdjursart som beskrevs av Omer-Cooper 1923. Porcellio evansi ingår i släktet Porcellio och familjen Porcellionidae. Inga underarter finns listade i Catalogue of Life.